# Enthacanthodes
Enthacanthodes är ett släkte av insekter. Enthacanthodes ingår i familjen vårtbitare.
Kladogram enligt Catalogue of Life:
| Enthacanthodes | \| \| Enthacanthodes ecuadoricus \| \| \| \| \| \| Enthacanthodes parvus \| \| \| \| \| \| Enthacanthodes sanctaecrucis \| \| \| \| \| \| Enthacanthodes semimuticus \| \| \| \| \| \| Enthacanthodes spinosus \| \| \| \| |
|                | \| \| Enthacanthodes ecuadoricus \| \| \| \| \| \| Enthacanthodes parvus \| \| \| \| \| \| Enthacanthodes sanctaecrucis \| \| \| \| \| \| Enthacanthodes semimuticus \| \| \| \| \| \| Enthacanthodes spinosus \| \| \| \| |
|                | Enthacanthodes ecuadoricus |
|                | |
|                | Enthacanthodes parvus |
|                | |
|                | Enthacanthodes sanctaecrucis |
|                | |
|                | Enthacanthodes semimuticus |
|                | |
|                | Enthacanthodes spinosus |
|                | |